# Gorgo (regina di Sparta)
Gorgo (in greco antico: Γοργώ?, Gorgò; Sparta, 506 a.C. circa – dopo il 480 a.C.) fu regina spartana, moglie di Leonida I, il re che combatté e morì nella battaglia delle Termopili.
Figlia, moglie e madre di tre differenti re di Sparta: Cleomene I, Leonida I e Plistarco rispettivamente, Gorgo è una delle pochissime figure storiche femminili a essere nominate da Erodoto per il suo acume politico e la sua saggezza.

## Biografia
(Plutarco, Vita di Licurgo, 14, 4, traduzione di Carlo Carena, Mondadori 1984)

### Origini e famiglia
Il padre di Gorgo era Cleomene I, figlio primogenito e successore del re Anassandrida II. Quest'ultimo aveva avuto due mogli, delle quali non conosciamo il nome ma che erano sicuramente spartane, visto che le regine lo dovevano essere per legge. Dato che dalla prima non riusciva ad avere figli, ottenne dagli efori il permesso di sposarne una seconda, dalla quale ebbe il figlio Cleomene. Dopodiché, dalla prima moglie ebbe tre figli: Dorieo, Leonida e Cleombroto. Alla morte di Anassandrida (520 a.C. circa), il primogenito Cleomene I ascese al trono.
Erodoto testimonia un aneddoto secondo il quale Gorgo, all'età di otto o nove anni, dette un importante consiglio al padre: quando Aristagora, tiranno di Mileto cercava di convincere il re di Sparta a dare supporto alla rivolta delle città della Ionia contro i Persiani, Gorgo disse al padre di allontanare quell'uomo, altrimenti lo avrebbe corrotto. Erodoto racconta che Cleomene seguì il consiglio della bambina.
Plutarco racconta un'altra frase celebre detta da Gorgo da bambina nella stessa occasione. Abituata alla semplicità "laconica" degli Spartani (anche i re, infatti, non si avvalevano di servitori e provvedevano da soli alle mansioni più semplici, pranzavano nelle mense comuni assieme ai concittadini e vestivano in modo ordinario), quando Gorgo vide che Aristagora si faceva allacciare le scarpe da uno schiavo, disse meravigliata al padre: "Ma questo straniero non ha le mani!"
Dato che, secondo Erodoto, Gorgo aveva otto o nove anni al tempo del viaggio di Aristagora a Sparta, che avvenne nel 497 a.C. circa, possiamo dedurre che Gorgo nacque nel 506 a.C., anche se è possibile che lo storico di Alicarnasso si sia sbagliato di qualche anno.
Non sappiamo altro dell'infanzia di Gorgo, ma sicuramente ebbe l'educazione che veniva riservata a tutte le bambine di Sparta, che prevedeva l'esercizio fisico e lo studio della letteratura e della matematica, l'equitazione, il canto, la danza e la partecipazione alle gare sportive e alle feste pubbliche. L'educazione femminile e la partecipazione delle ragazze alle competizioni ginniche e alle processioni pubbliche era un fatto del tutto inusuale nella Grecia arcaica e classica, con l'eccezione di Sparta. Infatti, in genere le donne venivano esclusivamente relegate alle faccende domestiche senza ricevere alcun tipo di istruzione e senza poter partecipare ad alcuna attività sportiva.
Plutarco riporta un'altra testimonianza, secondo la quale la futura regina fu avvicinata da uno straniero che le faceva la corte. Gorgo lo respinse prendendolo in giro, dicendogli che non avrebbe nemmeno potuto impersonare un ruolo femminile a teatro, a ulteriore dimostrazione dell'emancipazione delle donne spartane, che non solo conversavano liberamente con gli uomini, ma addirittura potevano rispondere loro per le rime.

### Matrimonio e regno
Alla morte per suicidio di Cleomene, avvenuta nel 488 a.C., in assenza di figli maschi (Gorgo era l'unica figlia del re) il trono, come da consuetudine, passò al fratello maggiore ancora in vita del sovrano. Dato che Dorieo era già morto da una ventina d'anni, divenne re Leonida, che subito dopo sposò Gorgo, sua nipote. Quando divenne re, Leonida aveva circa cinquanta anni, mentre Gorgo, se accettiamo la datazione di Erodoto, aveva circa diciotto anni quando sposò il nuovo sovrano Agìade di Sparta.
Erodoto riporta un altro aneddoto su Gorgo, riferito stavolta al periodo in cui era regina, ovvero qualche anno prima della seconda guerra persiana del 480 a.C. A quel tempo, Demarato, precedente re Euripontide di Sparta deposto da Cleomene nel 491 a.C. circa, si trovava in esilio in Persia presso Serse I, che si stava preparando all'invasione della Grecia. Volendo avvertire i concittadini del pericolo imminente, Demarato scrisse un messaggio su una tavoletta di legno e la ricoprì completamente di cera per nascondere il testo al messaggero e agli altri Persiani che avessero intercettato la tavoletta lungo il viaggio. Quando questo oggetto arrivò a Sparta, tutti rimasero perplessi di fronte a quello che sembrava una tavoletta di cera ancora da scrivere: fu proprio Gorgo a suggerire, indovinando lo stratagemma di Demarato, di eliminare lo strato di cera. Una volta seguito il consiglio della regina, il messaggio nascosto fu quindi letto e immediatamente trasmesso alle altre poleis greche, che poterono quindi prepararsi per tempo alla guerra imminente. Da questa testimonianza possiamo tra l'altro dedurre che Gorgo sapeva leggere, fatto forse normale per una donna di Sparta, ma eccezionale nelle altre città dell'antica Grecia, nelle quali l'istruzione letteraria era del tutto preclusa al sesso femminile.
Quando Serse invase la Grecia, Leonida partì coi suoi trecento soldati scelti per le Termopili (480 a.C.), dove avrebbe combattuto, con l'aiuto di circa 8 000 alleati greci, in schiacciante inferiorità numerica contro l'esercito persiano, impegnando il nemico e consentendo così alla coalizione greca di guadagnare tempo prezioso nella preparazione della strategia bellica. Secondo la testimonianza di Plutarco, prima della partenza del marito, Gorgo, evidentemente ben consapevole che Leonida non sarebbe più tornato, gli chiese che cosa avrebbe dovuto fare. Il re le rispose: "Spòsati con un brav'uomo, e genera dei bravi bambini". Leonida morì in battaglia assieme ai suoi soldati (ne sopravvisse solo uno), dopo aver duramente impegnato e decimato l'esercito persiano. Alla sua morte, il re aveva circa sessanta anni, mentre Gorgo, rimasta a Sparta col giovane figlio Plistarco, ne aveva circa ventisei.

### Dopo le Termopili
Alla morte di Leonida suo figlio Plistarco fu immediatamente nominato successore ma, essendo ancora un bambino, Cleombroto fu nominato reggente al trono come da tradizione, essendo il più anziano (e in questo caso l'unico) dei fratelli del re.
Nel frattempo, l'altro re Leotichida prese il comando operativo delle forze armate e guidò una flotta alleata di 110 navi prima a Egina e poi a Delo, sostenendo la rivolta delle isole di Chio e di Samo contro la Persia, in modo da distogliere l'attenzione di Serse dall'invasione della Grecia continentale.
Nello stesso periodo, Cleombroto si era recato a ispezionare l'Istmo di Corinto, dove era in costruzione il muro che, nei piani della coalizione ellenica, doveva trattenere l'esercito di Serse fuori dal Peloponneso. Poco dopo il suo ritorno a Sparta, Cleombroto morì improvvisamente (479 a.C.), lasciando così la reggenza del trono Agìade al figlio Pausania che, poco tempo dopo, fu nominato comandante supremo dell'esercito alleato e sconfisse definitivamente le truppe di Serse nella battaglia di Platea.
Dopo le accuse di tradimento che gli vennero mosse nel 478 a.C., Pausania rinunciò alla reggenza e il potere regale passò definitivamente a Plistarco, il figlio di Gorgo e di Leonida, che mantenne il trono fino alla sua morte, avvenuta nel 458 a.C. Plistarco non ebbe figli e alla sua morte il trono passò a Plistonatte, figlio di Pausania. Poiché anche il nuovo re era minorenne al momento della sua nomina, la reggenza passò temporaneamente a Nicomede, fratello minore di Pausania.
In ogni caso, le fonti antiche non danno più nessuna testimonianza riguardo a Gorgo dopo la morte del marito Leonida e non si sa se avesse seguito il consiglio del marito di risposarsi e di avere altri figli.

## Nella cultura di massa
Gorgo è interpretata dall'attrice e politica greca Anna Synodinou nel film L'eroe di Sparta (The 300 Spartans) del 1962 e dall'attrice inglese Lena Headey nei film 300 del 2007 e 300 - L'alba di un impero del 2014.
Gorgo è una dei leader della Civiltà Greca nel videogioco Civilization VI.